# Col·lectivitat d'ultramar
Una col·lectivitat d'ultramar (en francès collectivité d'outre-mer o COM) és una divisió administrativa francesa definida en l'última reforma constitucional del 2003. Inclou els territoris que es regeixen per l'article 74 de la Constitució, que són els antics territoris d'ultramar i altres col·lectivitats amb estatus particulars.
L'any 2019 hi havia cinc col·lectivitats d'ultramar:
- La Polinèsia Francesa va negociar, el 27 de febrer del 2004, un estatus especial sota la denominació de país d'ultramar. Disposa de certa autonomia, amb un president i representació diplomàtica en l'àmbit del Pacífic.

- Saint-Barthélemy (Antilles) és una illa del Carib que el 2003, juntament amb Saint-Martin, van decidir en referèndum separar-se de la regió d'ultramar de Guadeloupe, de la qual formaven part. Van esdevenir col·lectivitats d'ultramar el 22 de febrer del 2007.

- Saint-Martin és una illa del Carib que el 2003, juntament amb Saint-Barthélemy (Antilles), van decidir en referèndum separar-se de la regió d'ultramar de Guadeloupe, de la qual formaven part. Van esdevenir col·lectivitats d'ultramar el 22 de febrer del 2007, vegeu Saint-Martin (Antilles Franceses).

- Saint-Pierre i Miquelon, a l'oceà Atlàntic, davant la costa canadenca de Terranova, era anteriorment un departament d'ultramar i va passar, el 1985, a col·lectivitat territorial. Té un estatus semblant als departaments amb un consell general. Amb la reforma constitucional no va haver de fer cap canvi.

- Wallis i Futuna, a l'oceà Pacífic, té un estatus específic. Antic territori d'ultramar, des del 1961, amb la reforma constitucional va passar a col·lectivitat d'ultramar. És l'únic territori francès habitat que no està subdividit en comunes o municipis. A més, està constituït per tres monarquies tradicionals.

Mayotte és una illa de l'oceà Índic, que es va separar de les Comores el 1976. Va tenir un estatus inspirat en els departaments, amb un consell general, i la denominació específica és de col·lectivitat departamental acordada l'11 de juliol del 2001. La reforma constitucional d'aleshores no va implicar-ne cap canvi, però el 2011 va esdevenir un departament d'ultramar.